# Joseph Spring
Joseph Spring (geboren am 18. Januar 1927 in Berlin als Josef Sprung; gestorben am 8. Januar 2025 in Melbourne) war ein deutscher Jude. Als Jugendlicher floh er 1942 von Berlin nach Belgien und Frankreich. Beim Übertritt über die Schweizer Grenze im November 1943 lieferten die Schweizer Grenzbehörden den 16-jährigen Flüchtling und seine beiden Cousins der Gestapo aus und denunzierten sie als Juden. Die drei jugendlichen Juden wurde in das Konzentrationslager Auschwitz deportiert. Als Überlebender versuchte Joseph Spring vom Schweizer Bundesgericht bestätigen zu lassen, dass an ihm durch die Auslieferung 1943 an die Gestapo ein Verbrechen begangen worden war. Das Verbrechen wurde vom Bundesgericht nicht anerkannt. Joseph Spring hat den Prozess am 21. Januar 2000 verloren.

## Kindheit in Berlin
Bei seiner Geburt am 8. Januar 1927 in Berlin hieß Joseph Spring noch Josef Sprung. Er war der Sohn polnischer Juden. Sein Vater Abraham Sprung nannte sich in Deutschland in der Öffentlichkeit Adolf Sprung. Er handelte mit Unterwäsche, die er auf Märkten verkaufte. Er stammte aus dem polnischen Dorf Sieniawa. Josephs Mutter war Czarna Sprung, geborene Weichselbaum. Sie kam aus Rudnik am San. Der Großvater väterlicherseits war Itzchok Eisig Sprung, der dreizehn Kinder hatte. Josephs Großvater mütterlicherseits hieß Salke Weichselbaum. Er war Kaufmann. Kurz vor der Inflation erwarb er eine Mietskaserne am Ostbahnhof in Berlin. Diese Liegenschaft bekam Czarna Weichselbaum als Mitgift. Josephs Eltern heirateten 1925 in ihrer polnischen Heimat. Nachdem sie nach Berlin gezogen waren, mussten sie noch einmal heiraten, weil der Staat ihre vom Rabbiner geschlossene Ehe nicht anerkannte.
Joseph Springs Vater starb am 20. November 1932 in der Berliner Charité. Damals war Joseph fünfeinhalb Jahre alt. In dieser Zeit wohnte die Familie an der Lothringerstraße, zog aus Spargründen in eine kleinere Wohnung zuerst an die Alte Schönhauser Straße, dann an die Annastraße. Die Mutter eröffnete in der Nähe des Kurfürstendamms eine kleine Eisdiele, wechselte aber bald an den Michaelkirchplatz. In der Zeit des Nationalsozialismus wurde im Oktober 1938 der Onkel, Mutters Bruder Leibisch, der sich auf Deutsch Leon nannte, von der Polizei verhaftet und von der deutschen Regierung in einem verschlossenen Zug an die polnische Grenze transportiert. Während die Deutschen alle Juden loswerden wollten, hatte Polen allen ausgewanderten polnischen Juden in Deutschland die Staatsbürgerschaft aberkannt. Deshalb saß Onkel Leibisch an der polnischen Grenze fest. Später kamen noch Briefe mit Fotos aus einem Internierungslager bei Zbaszyn im Niemandsland. Dann vernahm man nichts mehr von ihm. Auch der elfjährige Joseph, seine 40-jährige Mutter und sein zehnjähriger Bruder Heini waren nun staatenlos.
Allmählich wurden die Folgen des Antisemitismus und Judenverfolgung immer deutlicher: Immer mehr Lehrer verloren ihre Arbeit. Für Juden wurde der Zutritt zum Schwimmbad verboten. Nachdem die kleine Eisdiele der Mutter wiederholt mit Boykottaufrufen verschmiert worden war und ein Posten vor der Tür den freien Zugang behindert hatte, musste die Eisdiele geschlossen werden. Joseph besuchte in dieser Zeit die Jüdische Mittelschule an der Großen Hamburger Straße. Aus Angst ließ die Mutter ihre Söhne illegal und ohne Visa nach Belgien bringen.

## Flucht / Vertrieben

### Erste Flucht
Die Mutter brachte den zehnjährigen Heini Sprung über die Grenze nach Belgien. Im Februar 1939 folgte Joseph. Ihn brachte seine Tante Cyla Rosenbaum, die den Zwölfjährigen als ihren Sohn ausgab, über die Grenze. In Antwerpen wohnten die beiden Brüder bei Tante Dora Henenberg, einer Schwester von Czarna Sprung, wo sie auf die Mutter warteten. Dora war verheiratet mit Max, der Lederarbeiter von Beruf war. Sie hatten drei Kinder: Dolph, Henri und Sylver. Da die Henenbergs Berlin schon in den zwanziger Jahren verlaßen hatten, konnten die Kinder kaum Deutsch. Die Flüchtlinge Heini, den man jetzt auch Henri nannte, und Josef, dessen Vorname nun mit ph geschrieben wurde, konnten sich nur radebrechend auf Jiddisch mit ihnen verständigen. Dolph und Henri Henenberg arbeiteten als Schleifer von Rohdiamanten. Ihr Lohn bestand im Staub, der beim Schleifen von Rohdiamanten entsteht. Im Juni 1939 überquerte Czarna die Grenze und holte ihre Kinder aus der Wohnung der Henenbergs. Sie lebten nun mit ihrer Mutter in einer Einzimmerwohnung. Die belgischen Behörden tolerierten sie. Josef besuchte wieder eine Knabenschule, aber keine jüdische. In Belgien schien es bedeutungslos zu sein, ob man Jude war oder nicht. Hier fühlte sich Josef zum ersten Mal als normaler Mensch.
Bis im Mai 1940, als die Deutschen in Belgien einmarschierten. Als Erster floh der zwanzigjährige Dolph Herenberg nach Paris. Wenig später floh die übrige Familie Herenberg mit ihren Söhnen Sylver und Henri sowie dem Neffen Joseph Sprung über die Grenze. In Arras stockte die Reise. Erst nach Mitternacht gab es eine Zugverbindung nach Amiens. Doch der Zug mit Flüchtlingen aus Belgien und Nordfrankreich entgleiste auf offener Strecke am Samstag, dem 18. Mai 1940 um 16.30 Uhr in der Nähe von Morgny-la-Pommeraye. Es gab 52 Tote und 112 Verletzte. Joseph trug eine Beinverletzung davon. Englische Soldaten und französische Nonnen bargen ihn aus dem zertrümmerten Wagon und transportierten ihn ins Hospice Général von Rouen. Etwas später verlegte man die verletzten Kinder in die Klinik Kerpape bei Lorient in der südlichen Bretagne. Tante Dora erlag ihren Verletzungen drei Tage nach dem Unfall. Die Cousins Henri und Sylver blieben unverletzt, Onkel Max hatte beim Zugunglück sein steifes Bein verloren. Am 28. Mai kapitulierte Belgien. Am 14. Juni fiel Paris.
Im Dezember 1940 konnte Joseph die Klinik Kerpape verlassen. Die Knochen waren verheilt. Doch periodisch musste man das Bein aufstechen, um den darin angesammelten Eiter herauszuleiten. Zuerst wurde er zwecks Rückführung zur Familie in ein Sammellager nach Pairs geschickt. Um die Weihnachtszeit kehrte Joseph nach Belgien zurück. Seine Mutter und Heini wohnten jetzt in Brüssel. Auch Max Henenberg mit seinen zwei Söhnen sowie Lazar Weichselbaum, Mutters Bruder, wohnten hier. Im Frühsommer 1941 mussten ausländische Juden aufgrund einer Anordnung die Großstädte verlassen. Die staatenlose Czerna Sprung musste sich mit ihren beiden Söhnen nach Eksel in die Provinz Limburg verfügen. Ende 1941 durften die ausländischen Juden in die Städte zurückkehren. Die Sprungs fanden eine Wohnung an der Rue de Mérode in Brüssel. Die Mutter brachte ihre Familie dank Fleischhandel auf dem Schwarzmarkt über die Runden. Im Mai 1942 führten die Deutschen den Judenstern ein. Die Mutter befahl ihren Söhnen, keinen Stern auf ihren Kleidern zu tragen. Inzwischen hatte sich die Nachricht von den Vernichtungslagern der Deutschen in Polen verbreitet. Die Mutter organisierte falsche Papiere.

### Zweite Flucht
Die Mutter vertraute den vierzehnjährigen Heini einem kinderlosen, katholischen Ehepaar an. Joseph floh nach Frankreich. Die Mutter tauchte in Brüssel unter. Das katholische Ehepaar sorgte mehrere Monate lang für Heini, der Papiere auf den Namen Henri Deferre bekam und in ein Heim für unterernährte Halbwüchsige, ein Haus der Jeunesse ouvrière chrétienne, gesteckt wurde. Die Heimkinder mussten mehrmals in andere Häuser verlegt oder stundenweise vor Razzien der Polizei im Wald versteckt werden. Schließlich befand sich Henri an einem abgelegenen Ort in den Ardennen. Weder mit seiner Mutter noch mit Joseph hatte er in dieser Zeit Kontakt. Joseph floh zusammen mit seinem Cousin Dolph Henenberg nach Lyon in die unbesetzte Zone und nach einigen Tagen nach Nîmes. Hier mieteten sich Dolph und Joseph für eine oder zwei Wochen ein Zimmer bei einer älteren Dame. Im September 1942 zogen sie nach Montpellier, wo Dolph Verbindungen zur Résistance hatte. Sie mieteten ein Zimmer bei einer protestantischen Frau und deren Mutter. Die beiden verhalfen Joseph zu echten französischen Papieren, die wie die gefälschten Papiere, welche die Mutter organisiert hatte, auf den Namen Joseph Dubois, geboren in Metz, lauteten. Hier lebte Joseph fast zehn Monate lang.
Bis Ende 1942 stieg die Zahl der Deportierten auf 42'000. Im Juli 1943 warnte Josephs Vermieterin, dass die Polizei nach ihm und Dolph suche. Joseph und Dolph fuhren mit dem nächsten Zug nach Bordeaux, wo damals Maurice Papon Generalsekretär der regionalen Präfektur für die Razzien gegen Juden verantwortlich war, was die beiden Flüchtenden damals nicht wussten. Joseph fand hier eine Arbeitsstelle als Dolmetscher bei einer Baufirma aus der Schweiz. Er übersetzte als Joseph Dubois zwischen den französischen Vorarbeitern und den deutschen Ingenieuren der Nazi-Organisation Todt. Dolph fand ebenfalls eine Arbeitsstelle als Dolmetscher in einer Garage, die für die Besatzer Automobile reparierte. Eines Tages schlug Dolph vor, dass Joseph nach Belgien reisen und Dolphs jüngere Brüder Sylver und Henri Henenberg aus Belgien herausholen solle. Darauf besorgte sich Joseph die nötigen Unterschriften seines Arbeitgebers und der deutschen Bauherrin. Dann reiste Joseph im Herbst 1943 nach Belgien und traf seinen fünfzehnjährigen Bruder Henri, damals unter dem Namen Henri Deferre. Dieser wollte aber nicht nach Frankreich mitkommen. Seine Mutter, die sich im Untergrund versteckt hielt, sah Joseph nur kurz. Doch seine Cousins Sylver und der 21-jährige Henri Henenberg lebten in großer Gefahr. Joseph holte den an Tuberkulose erkrankten Henri aus einer Klinik in der Nähe von Brüssel. Dann fuhr Joseph mit seinen beiden Cousins, die beide gefälschte Papiere von fragwürdiger Qualität hatten, nach Bordeaux, wo Dolph für sie wieder die Verantwortung übernahm.

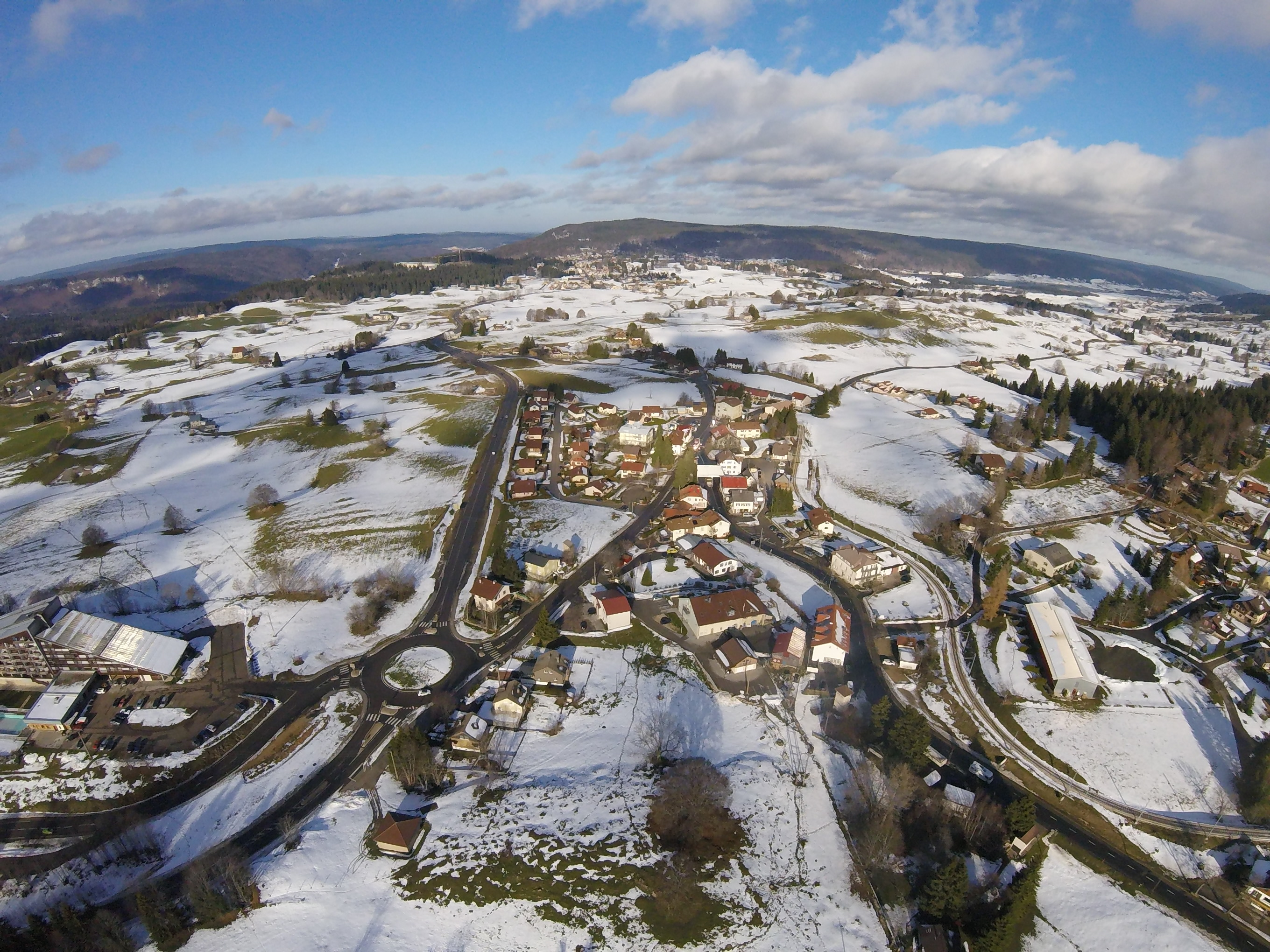
Blick auf La Cure. Gut zu erkennen ist die Schmalspur-bahn (rechts), die von La Cure über den Col de la Givrine nach Nyon am Genfersee führt.

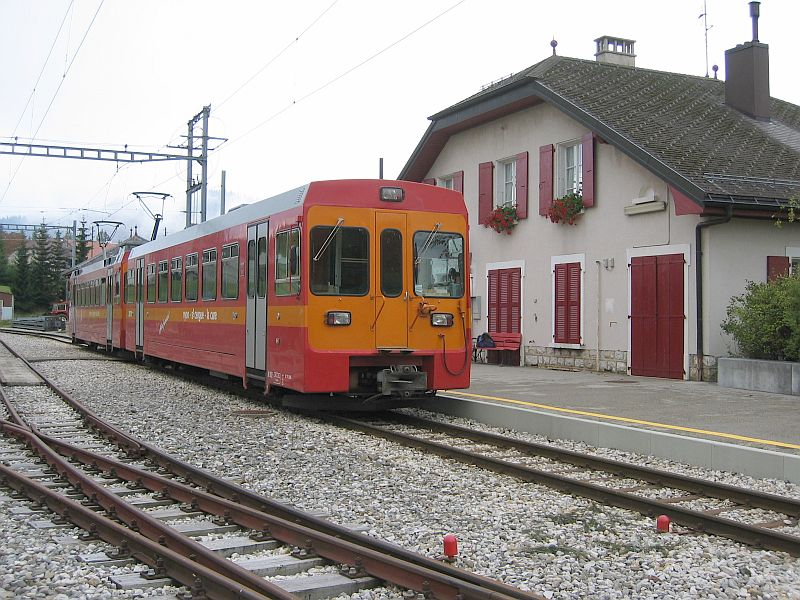
Bahnhof La Cure der Schmalspurbahn Nyon—Saint-Cergue—Morez (NStCM)

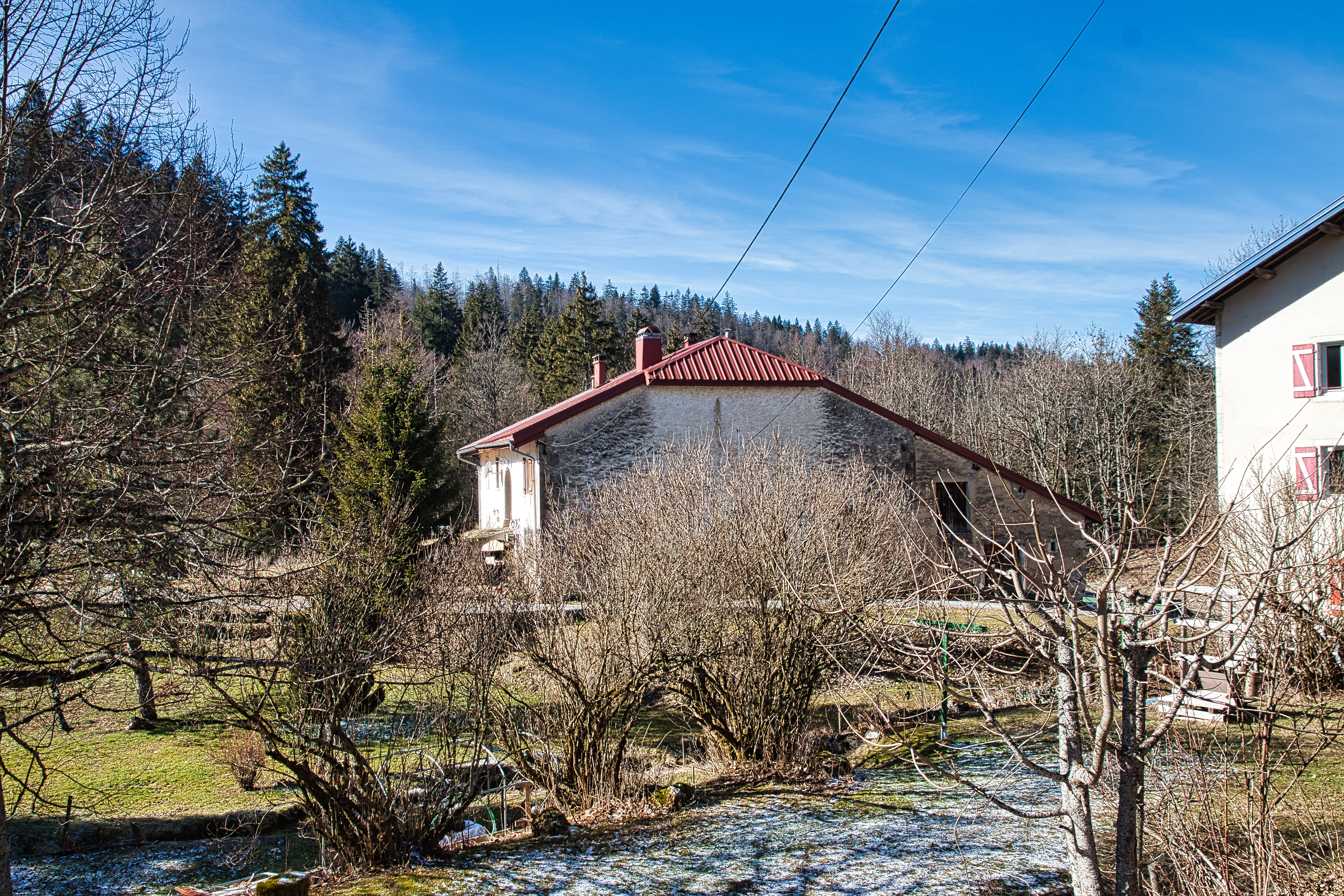
Gebäude neben der Jugend-herberge Les Rousses (vom rechten Bildrand angeschnitten) im Weiler Bief de la Chaille in der Nähe vom Grenzübergang in La Cure. Das Gebäude findet sich schon auf einem Foto, das Joseph Spring 1943 auf seiner Flucht zeigt.

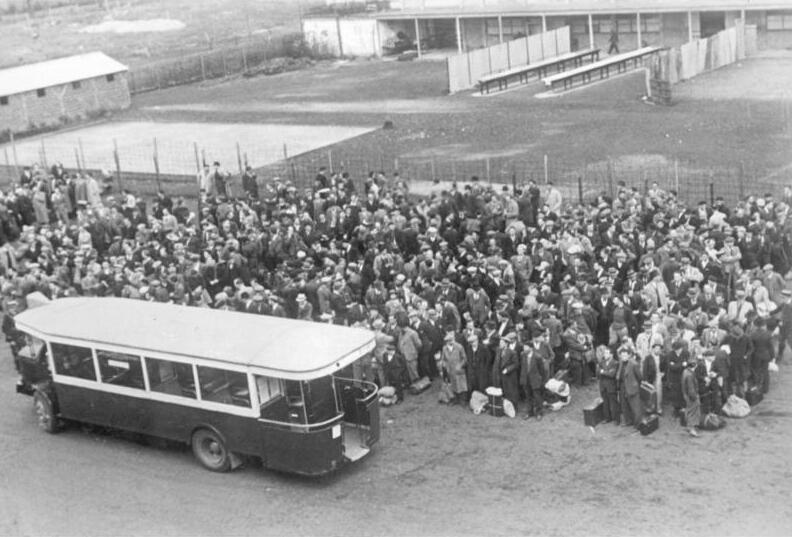
Festgenommene Juden im Sammellager Drancy, Aufnahme August 1941

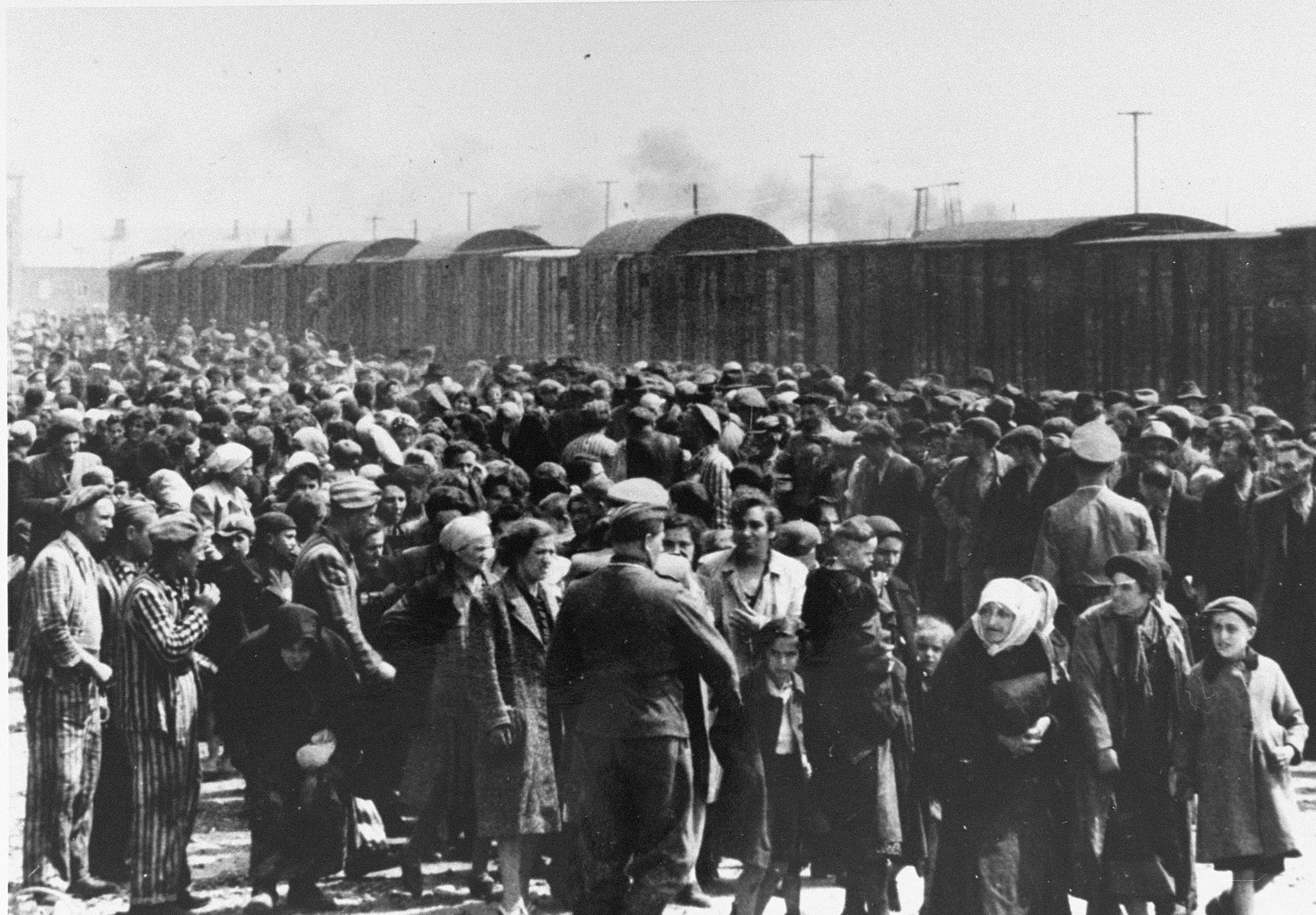
An der Selectionsrampe in Auschwitz-Birkenau, 1944

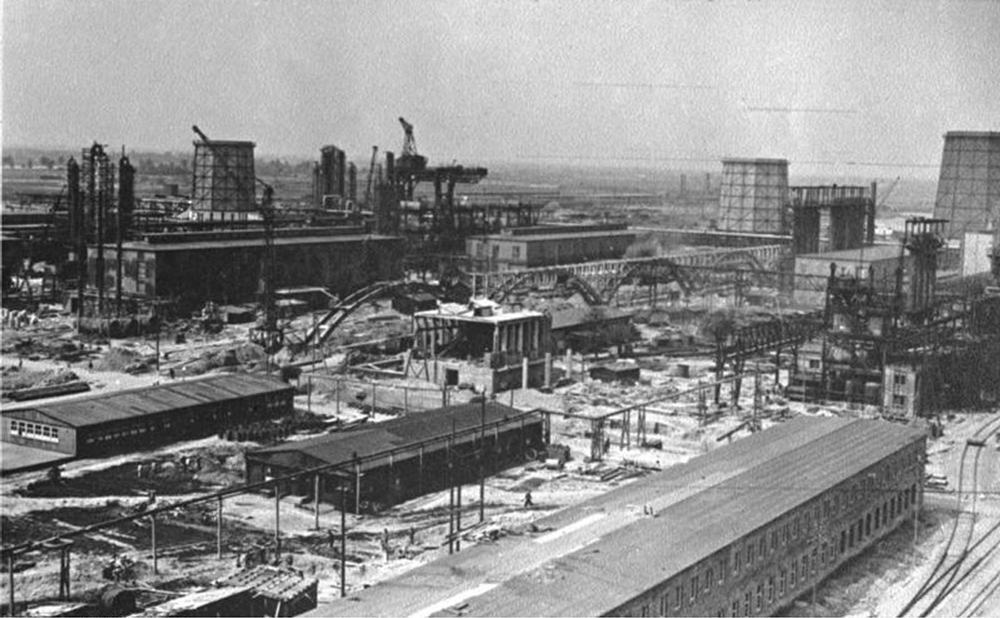
Blick auf die IG-Farbenwerke in Auschwitz III (Monowitz mit dem Buna-Werk)

Im Oktober 1943 stiegen Dolph, Henri und Sylver Henenberg und Joseph Sprung an der Station in Mont-Louis/La Cabanasse aus dem Zug und stiegen zur Jugendherberge in der Nähe des Dorfes La Llgonne hoch. Die Jugendherberge wurden von zwei Frauen betrieben. Die einzigen Gäste waren die vier Flüchtlinge. Weil die Speisevorräte aufgebraucht waren, verließen die Frauen samt der vier Flüchtlinge die Jugendherberge und fuhren nach Lacanau, von wo eine der Frauen stammten. Hier bezogen sie ein Wochenendhäuschen. Nach einigen Tagen fuhren die vier Flüchtlinge mit dem Zug in den französischen Jura. Dolph kannte hier in der Nähe der Stadt Saint-Claude, wo er 1940 als Diamantenschleifer gearbeitet hatte, eine Jugendherberge. Sie befand sich zwischen Les Rousses und La Cure, unweit der Schweizer Grenze, in der Jugendherberge in Le Bief de la Chaille. In der Nacht vom 12. auf den 13. November 1943 überschritten die drei jüdischen Flüchtlinge Sylver und Henri Henenberg zusammen mit Joseph Sprung und einem vierten Mann namens Pierre Rollin die Grenze in die Schweiz. Sie gingen zu einem Bauernhof, in dem noch Licht brannte, und fragten, ob sie telefonieren könnten.

### Zurückweisung / Auslieferung an die Mörder
Der Bauer brachte sie anstatt zu einem Telefon zur Grenzwache. Dort wurden sie verhört. Die Protokolle ihrer Einvernahmen und die Dossiers vieler tausend abgewiesener Flüchtlinge aus der Zeit des Nationalsozialismus ließ das Eidgenössische Justiz- und Polizeidepartement in den fünfziger Jahren vernichten. Nach der Einvernahme wurden die Flüchtlinge wieder nach Frankreich zurückgeschickt. Es gelang ihnen, unbemerkt von den Deutschen wieder in die Jugendherberge im Weiler Bief de la Chaille zu gelangen. In der Nacht vom 14. auf den 15. November überquerten sie die Grenze in die Schweiz zum zweiten Mal. Diesmal mieden sie La Cure und folgten dem Gleis der Schmalspurbahn Chemin de fer Nyon—Saint-Cergue—Morez, die seit 1916 über den Col de la Givrine nach Nyon am Genfersee führt. Doch zwei Grenzwächter nahmen die Flüchtlinge fest und führten sie zurück auf den Zollposten in La Cure. Dann übergab man sie samt ihren echten Papieren, die sie als Juden auswiesen, den Deutschen. Die Deutschen brachten die drei jugendlichen Juden nach Bourg-en-Bresse, wo sie in einem Gefängnis landeten.

## Gefangenschaft: Im Lager
Ende 1943 wurde Joseph und seine Cousins in die Cité de la Muette, das damalige Sammellager in Drancy, eingeliefert. Am 17. Dezember 1943 wurden sie zusammen mit 850 anderen Gefangenen in einem dreitägigen Transport in Viehwaggons nach Auschwitz deportiert. Seine beiden Cousins Sylver und Henri Henenberg bestiegen sofort nach der Ankunft in Auschwitz Lastwagen, die angeblich für Kranke, Schwache und Übermüdete bereitstanden, in Wirklichkeit die Gefangenen direkt in die Gaskammer transportierten. Joseph befand sich im KZ Buna, auch Konzentrationslager Monowitz oder Auschwitz III genannt. Hier traf er Walter Peiser, einen Juden, der neun Monate Strafkompagnie in Sachsenhausen und vierzehn Monate Groß-Rosen überstanden hatte und seit dem 16. Oktober 1942 im KZ Buna gehalten wurde. Dank seiner beruflichen Ausbildung zum Gebrauchsgrafiker wurde Peiser gewissermaßen Hofkünstler des Kommandanten Arthur Rödl und bald zum Schreiber der Lager-Gestapo. Deshalb wurde er privilegiert behandelt. Peiser sorgte dafür, dass Joseph Sprung zusätzliches Essen bekam und zum Schweißer ausgebildet wurde. Die Facharbeiter galten etwas mehr bei der SS und bei der IG Farben, für die sie Zwangsarbeit zu leisten hatten. Als Schweißer angelehrt hatte ihn der dreißigjährige Norbert Wollheim, ehemals Referent für die handwerkliche Ausbildung von Juden aus Berlin. Unter Drohung schrieb Joseph Postkarten nach Deutschland, in denen er sein wunderbares Lagerleben und das reichliche Essen erwähnte. Ihm ahnte, dass diese Postkarten dazu dienten, dem weltweiten Gerücht von der Judenvergasung in Auschwitz entgegenzutreten oder aber versteckte Juden ausfindig zu machen. Joseph schrieb nie an die Mutter.

### Todesmärsche
Am 18. Januar 1945 marschierten fast 10'000 Gefangene aus dem KZ Buna los, ohne das Ziel und den Grund des Marsches zu kennen. Die SS-Männer kontrollierte die Kolonne der Marschierenden. Erst am Morgen des nächsten Tages machte man Halt. Gegen Mittag erreichten sie Gleiwitz, einige Kilometer jenseits der alten deutschen Grenze. Sie wurden in ein örtliches KZ geführt. Dann verbrachten sie eingepfercht in Viehwaggons eineinhalb Tage im stehenden Zug bei eisigen Minustemperaturen. Während des Transports von Gleiwitz durch Mähren nach Wien und zum KZ Mauthausen starben Gefangene an Durst und Erschöpfung. Doch das KZ Mauthausen war bereits überfüllt, deshalb fuhr der Zug mit den Gefangenen weiter. Über Nürnberg und Leipzig erreichte der Transport das KZ Dora-Mittelbau im Harz. Dann trieben die SS-Männer die Gefangenen zur Entlausung und Desinfektion. Manche Häftlinge fielen beim Trinken während des Duschens tot um. Nach Josefs Erinnerung zählte das Lager ungefähr 27'000 Gefangene.
Peiser kannte zwei SS-Offiziere, die ein neues Lager (Codename Turmalin) auf einem Bergrücken bei Blankenburg aufbauen sollten. Peiser meldete sich zusammen mit seinen Politischen für dieses Aussenkommando. Sie zogen Zäune hoch, nagelten Baracken zusammen und schufteten in den alten Bergwerktunnels, in die Rüstungsbetriebe eingebaut werden sollten.
Im April 1945 hatten die Amerikaner den Rhein überschritten und standen mit ihrer Panzerarmee im Thüringer Wald noch etwa 300 km von den russischen Truppen entfernt. Hitler hatte bereits im März 1945 die Selbstzerstörung Deutschlands befohlen. Das Lager Turmalin bei Blankenburg wurde von der SS geräumt. Am 5. April ging der Marsch los. Josef hatte entzündete Füße. Als die Entzündungen die Lymphdrüsen erreicht hatten, wurde Josef in ein Krankenlager verfrachtet. Doch Joseph schloss sich französischen Häftlingen an, die auf dem Durchmarsch im Lager vorbeikamen. Denn er misstraute dem Krankenlager. Wer krank war, wurde nicht geheilt, sondern ermordet. Auf dem Marsch von Blankenburg Richtung Magdeburg wurden erschöpfte Gefangene am Straßenrand erschossen und liegen gelassen. Als ihm der Arzt, ein französischer Gefangener, beim Begutachten der geschwollenen Lymphknoten diagnostizierte, dass er keinen weiteren Tagesmarsch schaffen werde, verkroch sich Joseph unter einem Kartoffelhaufen in einer Scheune, wo er unentdeckt wartete. Als er im Morgengrauen Russisch, Französisch und andere Sprachen vernahm, kroch er aus dem Kartoffelhaufen hervor. Die SS war längst abmarschiert. Amerikanische Soldaten kamen in einem Jeep herangefahren und verteilten Cognac und Zigaretten. Dank einer Nonne fand Joseph Sprung in einem Schulhaus in der Ortschaft Biere bald eine deutsche Ärztin mit einer Krankenschwester. Sie öffneten die Geschwülste, um den Eiter abzuführen. Im Zimmer fand Joseph Sprung Zigaretten und Tabak. Damit besorgte er sich dank einer deutschen Putzfrau Zucker, Grieß, Eier und Milch. Er wollte sich schonend ernähren, um nicht den gleichen Fehler zu begehen, wie andere, die sich sofort auf schwere Nahrung gestürzt hatten und danach verstarben, weil ihre Verdauung nicht daran gewöhnt war. (S. 170) Nach einigen Tagen brachten ihn die Amerikaner in ein Militärlazarett. (S. 173) Er bekam eine Identitätskarte als displaced person und bekömmliche Nahrung. Dann reiste er in einer mehrtägigen Reise mit einem Zug, der vor allem zwangsverpflichtete belgische Zivilarbeiter nach Hause transportierte, in einem gedeckten Viehwaggon nach Belgien. Um den 5. Mai 1945 erreichte Joseph Sprung Brüssel. Hier suchte er die Wohnung von Max Henenberg auf und traf zuerst seinen Cousin Dolph Henenberg, der damals in La Cure nicht mit seinen Brüdern und dem Cousin in die Schweiz fliehen wollte, sondern in Frankreich geblieben war.

## Nachkriegszeit
Joseph Sprung wurde sesshaft in Melbourne, Australien, wo er als gelernter Edelsteinfasser für die Schmuckindustrie arbeitete, bis er in Pension ging. Weil sprung in der Umgangssprache Australiens einen entlaufenen Sträfling bezeichnet, änderte er im Jahr 1946 seinen Familiennamen in Spring. Sein jüngerer Bruder Heini oder Henry nannte sich weiterhin Sprung. Mit seiner Frau Ava eröffnete Joseph Spring nach seiner Pensionierung eine kleine Reiseagentur, die sie gemeinsam betrieben.
Seinen beiden Söhnen hatte er nur das Nötigste über seine Gefangenschaft im KZ mitgeteilt. Mitte der neunziger Jahre erreichte ihn der Aufruf eines amerikanischen Filmregisseurs, die Erinnerungen sämtlicher Holocaust-Überlebender in allen Ländern auf Video zu dokumentieren. Joseph Spring war bereit, seine Erlebnisse detailliert zu erzählen. Ihm wurde wieder bewusst, dass ein Schweizer Bauer ihn 1943 verraten hatte, dass die Schweizer ihn abgeschoben und nach erneuter Flucht zwei Tage später an die Nazis ausgeliefert und als Juden denunziert hatten. Ihn beschäftigte die Tatsache, dass ihn die Schweiz, ein neutrales Land, in das Vernichtungslager hatte deportieren lassen.

## Verantwortlichkeitsklage / Klage wegen Beihilfe zum Völkermord
Es war die Zeit der Debatten über die nachrichtenlosen Vermögen, eine historischen Kontroverse um Guthaben von Shoah-Opfern, die von Schweizer Banken nach dem Krieg einbehalten worden waren. Aufgrund der Ansprüche der überlebenden Nachkommen entwickelte sich eine breite Debatte zur Rolle der Schweiz im Nationalsozialismus. Das Parlament entschied, eine unabhängige Expertenkommission Schweiz - Zweiter Weltkrieg unter der Leitung von Jean-François Bergier einzusetzen. Diese, meist nach ihrem Präsidenten als Bergier-Kommission bezeichnet, hatte den Auftrag, die Epoche noch einmal zu untersuchen. Sie tat das, indem sie im Abschnitt „Die Schweiz und die Flüchtlinge 1933-1945“ erstmals die antisemitisch motivierte Politik gegenüber jüdischen Flüchtlingen während der Nazizeit aus der Sicht der Flüchtenden darstellte.

### Der Bundesrat nimmt Stellung
Im Januar 1998 reichte Joseph Spring ein Schadenersatzbegehren an das zuständige Eidgenössische Finanzdepartement ein. Begründete wurde das Begehren damit, dass die Eidgenössische Fremdenpolizei den Juden während ihrer größten Verfolgung generell den Status von politischen Flüchtlingen verweigert hatte. Damit habe diese Behörde, erläuterte Springs Anwalt, illegal gehandelt und damit fundamentale Prinzipien der Menschlichkeit und des Völkerrechts verstoßen sowie das Verbot der Rassendiskriminierung verletzt. Er machte auch darauf aufmerksam, dass Springs Forderungen auch nach über fünfzig Jahren nicht verjährt seien, denn sie stünden im Zusammenhang mit unverjährbaren Verbrechen wie Völkermord.
Der Bundesrat lehnte das Begehren am 22. Juni 1998 mit 4:3 Stimmen knapp ab. Er legte folgende Gründe für die Ablehnung dar. Nach 55 Jahren seien die Ereignisse von La Cure formell längst verjährt und verwirkt. Zudem habe die Auslieferung der drei jugendlichen Juden nicht gegen das damalige schweizerische und internationale Recht verstoßen. Das Verbot der Zurückweisung von Flüchtlingen, das Non-refoulement-Prinzip, habe sich in seiner menschenrechtlichen Bedeutung erst nach dem Krieg durchgesetzt. Und das Verhalten der Schweizer Grenzbehörden stelle nach rechtlicher Beurteilung keine Gehilfenschaft zu einem Akt des Völkermordes im Sinne von Art. III der Genozidkonvention dar. Eine ausführliche juristische Begründung überliess der Bundesrat dem Bundesgericht. (S. 183–184)

### Das Bundesgericht entscheidet
Dass der Bundesrat Joseph Springs Schadenersatzbegehren ablehnte, stieß in der Öffentlichkeit auf Kritik und Unverständnis. Fast alle Schweizer Zeitungen und renommierte ausländischen Blätter berichteten über die Verweigerung einer Kompensation. (S. Keller, S. 190–191)
Der Bundesrat hatte Joseph Springs Schadenersatzbegehren am 23. Juni 1998 abgelehnt. Der Anwalt Paul Rechsteiner reichte am 13. Juli 1998 Joseph Springs Klage beim Bundesgericht in Lausanne ein. Er begründete die Forderung nach Wiedergutmachung nochmals detailliert mit dem Tatbestand der Gehilfenschaft zum Völkermord. Denn die Schweizer Behörden hätten sich schuldig gemacht, weil sie schon damals wussten, was mit den ausgelieferten Juden in Deutschland geschehen würde. Die Unterstützung eines Völkermords sei ein Verbrechen, das im internationalen wie im schweizerischen Recht niemals verjähren könne.
Am 15. Oktober 1998 nahm das Eidgenössische Finanzdepartement in Vertretung des Gesamtbundesrates in einem umfangreichen Schreiben Stellung zu Springs Klage vor Bundesgericht. Es beantragte die Abweisung der Klage. Sie bestritt vehement den Vorwurf der Beihilfe zum Völkermord. Schweizer Behörden hätten weder ein Kriegsverbrechen, noch ein Verbrechen gegen die Menschlichkeit, noch Völkermord oder Gehilfenschaft dazu, und auch keine sonstigen Verletzungen von völkerrechtichen Vorschriften oder Prinzipien begangen. Und weiter: Springs Forderungen seien endgültig verjährt. Deshalb beantragte es beim Gericht, das weitere Verfahren auf die formaljuristische «Frage der Rechtzeitigkeit der Anspruchserhebung» zu beschränken. Und unabhängig davon äußerte das Finanzdepartement jetzt auch Zweifel an Springs Geschichte. Es behauptete, dass es die Jugendherberge im französischen Jura, in der sich Joseph Sprung vor seinem Grenzübertritt 1943 in der Nähe von La Cure hätte aufhalten können, gar nie gegeben habe. Ferner fügte das Finanzdepartement namenlose Zeitzeugen an, die sich nicht daran erinnern, dass in La Cure je Überstellungen an die Deutschen stattgefunden hätten.
Diese Jugendherberge gab es aber, wie ein Foto aus dem Jahr 1943 und eines vom Anfang des 21. Jahrhunderts belegen, damals wie zur Zeit des Prozesses vor dem Bundesgericht. Diese Jugendherberge wurde in den 1930er Jahren gegründet. Sie ist bis auf Weiteres in Betrieb. Den Aussagen namenloser Zeitzeugen, die sich nicht an Überstellungen in La Cure erinnern können, widersprechen aktenkundige Belege des Historikers Stefan Keller, der Joseph Springs Geschichte in Archiven recherchiert hatte und belegen konnte.
Danach erfolgte ein Verfahren vor dem Bundesgericht. Das Begehren wurde abgeleht.
Springs Anwalt, der Schweizer Paul Rechsteiner, kritisiert das Bundesgerichtsurteil scharf als weltweite «Selbstamnestierung der Schweiz», indem es Beihilfe zum Völkermord dem Schutz der Verjährung unterstellt. Dies im Gegensatz zum von allen Staaten anerkannten Grundsatz der Unverjährbarkeit im Zusammenhang mit Völkermord.
Joseph Spring starb am 8. Januar 2025 in Melbourne, Australien.